# Ulrich Windfuhr
Ulrich Windfuhr (* 1960 in Heidelberg) ist ein deutscher Dirigent und Hochschulprofessor.

## Leben
Ulrich Windfuhr wuchs als Sohn des Heine-Forschers und -Herausgebers Manfred Windfuhr zunächst in seiner Geburtsstadt und später in Düsseldorf auf. Ab 1978 studierte Ulrich Windfuhr Orchesterleitung in Köln, Wien und Florenz und besuchte darüber hinaus Meisterkurse bei Franco Ferrara, Carlo Maria Giulini, Gennadi Roshdestvensky, Leonard Bernstein und Günter Ludwig. 1985 war Ulrich Windfuhr Preisträger beim Internationalen Dirigierwettbewerb Vittorio Gui und 1986 beim Internationalen Dirigierwettbewerb Janos Ferencic in Budapest.
Sein erstes Engagement erhielt er 1986 als Korrepetitor mit Dirigierverpflichtung am Theater Dortmund, 1989 ging er als 2. Kapellmeister und Studienleiter ans Theater Augsburg, 1990 als 1. koordinierter Kapellmeister an das damalige Opernhaus, heutige Staatstheater Nürnberg. 1993 erhielt er sein Engagement als 1. Kapellmeister am Niedersächsischen Staatstheater Hannover. Zwei Jahre später wurde er als 1. Kapellmeister und stellvertretender Generalmusikdirektor ans Badische Staatstheater Karlsruhe engagiert, wiederum ein Jahr später wurde er hier kommissarischer Generalmusikdirektor.
Von 1998 bis 2003 wirkte Windfuhr an der Seite von Intendantin Kirsten Harms als Generalmusikdirektor den Bühnen der Landeshauptstadt Kiel. Mit Produktionen von Richard-Strauss-Opern wie Die schweigsame Frau und Die Liebe der Danae, einem Zyklus von Franz Schrekers Opern sowie dem Ring des Nibelungen von Richard Wagner erregte er zusammen mit dem Haus internationale Aufmerksamkeit.
Seine Konzerttätigkeit führte ihn von Beginn seiner Laufbahn an durch Europa (Italien, Portugal, Schweiz, Ungarn) und in die USA. Als Operndirigent gastierte er an renommierten deutschen Bühnen, u. a. an der Deutschen Oper am Rhein Düsseldorf-Duisburg, an der Oper Bonn, am Nationaltheater Mannheim und an der Deutschen Oper Berlin.
An der Oper Kiel nahm Windfuhr für das Label cpo u. a. Flammen, Das Spielwerk und die Prinzessin und Christophorus oder Die Vision einer Oper (Franz Schreker) sowie Donna Diana von Emil Nikolaus von Reznicek auf. 2003 erhielt er für die CD Das Spielwerk und die Prinzessin den Diapason d’or und den Choc – Le Monde de la Musique sowie den Vierteljahrespreis der deutschen Schallplattenkritik; 2005 folgte der Orphée d’Or für die CD Die Liebe der Danae.
Von 2007 bis 2013 war Windfuhr Professor für Dirigieren an der Hochschule für Musik und Theater Leipzig, wo unter anderem Mirga Gražinytė-Tyla zu seinen Schülerinnen gehörte.
2013 folgte er dem Ruf auf die Professur für Dirigieren und Orchesterleitung der Hochschule für Musik und Theater Hamburg.
2014 wurde Windfuhr zum Mitglied der Freien Akademie der Künste in Hamburg benannt.